# Ocypus nitens
Ocypus nitens är en skalbaggsart som först beskrevs av Franz Paula von Schrank 1781.  Ocypus nitens ingår i släktet Ocypus, och familjen kortvingar. Enligt den finländska rödlistan är arten nära hotad i Finland. Arten är reproducerande i Sverige. Artens livsmiljö är torra gräsmarker.